# Frans Gomarus
Frans Gomarus, född den 30 januari 1563 i Brygge, död den 11 januari 1641 i Groningen, var en   nederländsk teolog.
Han blev 1587 predikant i Frankfurt am Main och 1594 teologiprofessor i Leiden. Där inlät han sig i en häftig strid med sin ämbetsbroder Arminius om predestinationsläran och fortsatte striden även sedan han 1614 blivit professor i Saumur och senare i Groningen.
Gomarus, vars anhängare omväxlande kallades gomarister och kontraremonstranter, lyckades med bistånd från prins Morits av Oranien på synoden i Dordrecht (1618-19) få arminianska läran fördömd. År 1633 deltog han i revisionsarbetet av den holländska bibelöversättningen.